# 伊瓦尼基
49°51′43″N 23°15′28″E / 49.86194°N 23.25778°E
伊瓦尼基（烏克蘭語：Іваники），是烏克蘭的村落，位於該國西部利沃夫州，由亞沃里夫區負責管轄，處於喬爾尼波季克河畔，始建於1720年，面積0.9平方公里，海拔高度233米，2001年人口171。